# 이야기꽃도서관
이야기꽃도서관은 광주광역시 광산구에 있는 도서관이다.

## 연혁
- 2011년 7월 이야기꽃도서관건립 기본계획 수립
- 2012년 4월 한국토지주택공사로부터 3,306m2 토지매입
- 2014년 4월 ~ 2014년 12월 광주광역시 디자인심의, 문체부 컨설팅 및 설계완료
- 2015년 2월 이야기꽃도서관 착공
- 2016년 6월 28일 이야기꽃도서관 준공
- 2016년 6월 ~ 2016년 10월 인테리어 공사 및 집기, 도서, 전산시스템 구축
- 2016년 10월 29일 이야기꽃도서관 개관

## 시설 현황
- 3층 - 전시실, 창작실, 작가방, 사무실
- 2층 - 종합자료실(일반,어린이), 멀티미디어실, 그림책전시방, 책읽어주는방
- 1층 - 다목적실, 세미나실1, 세미나실2

## 이용 안내
이용 시간
휴관일
- 첫째, 셋째 월요일
- 일요일을 제외한 법정공휴일(일요일이 법정공휴일인 경우 휴관)
- 도서관 사정으로 인한 임시휴관일